# Богере, Шариф
Шариф Богере (англ. Sharif Bogere; род. 8 октября 1988, Кампала, Уганда) — угандийский профессиональный боксёр, выступавший в первой полусредней и лёгкой весовых категориях. Чемпион Североамериканской боксёрской организации Всемирной боксёрской организации (2011) и претендент на титул чемпиона мира по версии Всемирной боксёрской ассоциации в лёгком весе (2013). Из 35 проведенный профессиональных поединков 33 провёл в США и два в Мексике.

## Карьера
Шариф Богере дебютировал на профессиональном ринге 5 апреля 2008 года нокаутировав в 1-м раунде  Эда Ли Хьюмса. Одержал побед в следующих 18 своих поединках, которые носили рейтинговый статус. 11 мая 2011 года в своём 20-м поединке победил единогласным судейским решением мексиканского боксёра Раймундо Бельтрана (24-4) и завоевал вакантный титул чемпиона Всемирной боксёрской организации (2011) и претендент на титул чемпиона мира по версии Всемирной боксёрской ассоциации в лёгком весе. В своём следующем бою нокаутировал в 3-м раунде доминиканца Франсиско Контрераса и защитил свой титул.
2 марта 2013 года потерпел первое поражение в профессиональной карьере, проиграв единогласным судейским решением кубинцу Ричарду Абрилю (17-3-1) в бою за вакантный титул чемпиона мира по версии Всемирной боксёрской ассоциации в лёгком весе. С 2014 по 2018 год провёл десять рейтинговых поединков, в девяти из которых одержал победу, а один был признан не состоявшимся. 9 февраля 2019 года потерпел второе поражение в профессиональной карьере, проиграв единогласным судейским решением доминиканцу Хавьеру Фортуне (33-2-1).